# Венем (Массачусетс)
Венем (англ. Wenham) — місто (англ. town) в США, в окрузі Ессекс штату Массачусетс. Населення — 4979 осіб (2020).

## Демографія
Згідно з переписом 2010 року, у місті мешкало 4875 осіб у 1358 домогосподарствах у складі 994 родин. Було 1430 помешкань
Расовий склад населення:
| - 95,8 % — білих - 1,7 % — азіатів - 0,6 % — чорних або афроамериканців - 0,1 % — вихідців з тихоокеанських островів - 0,1 % — корінних американців |

До двох чи більше рас належало 0,9 %. Частка іспаномовних становила 1,9 % від усіх жителів.
За віковим діапазоном населення розподілялося таким чином: 20,0 % — особи молодші 18 років, 66,7 % — особи у віці 18—64 років, 13,3 % — особи у віці 65 років та старші. Медіана віку мешканця становила 26,8 року. На 100 осіб жіночої статі у місті припадало 82,7 чоловіків;  на 100 жінок у віці від 18 років та старших — 80,5 чоловіків також старших 18 років.
Середній дохід на одне домашнє господарство  становив 161 613 долари США (медіана — 96 979), а середній дохід на одну сім'ю — 196 673 долари (медіана — 141 250). Медіана доходів становила 106 296 доларів для чоловіків та 70 516 доларів для жінок. За межею бідності перебувало 1,7 % осіб, у тому числі 0,0 % дітей у віці до 18 років та 2,3 % осіб у віці 65 років та старших.
Цивільне працевлаштоване населення становило 2466 осіб. Основні галузі зайнятості: освіта, охорона здоров'я та соціальна допомога — 35,2 %, мистецтво, розваги та відпочинок — 12,7 %, науковці, спеціалісти, менеджери — 10,1 %, роздрібна торгівля — 8,6 %.